# Vysokohorský otok mozku
Vysokohorský otok mozku (zkratka VOM, ang. High altitude cerebral edema) je nejzávažnější formou akutní horské nemoci. Otok postupuje velmi rychle, může vést k poškození mozku nebo skončit smrtí již během několika hodin. Základním příznakem je porucha myšlení, ztráta koordinace, letargie, zmatenost či výrazné změny chování.
Nejspolehlivější metodou zjištění onemocnění je jednoduchý test, osoba by měla být schopna chodit rovně po nakreslené přímce, bez vrávoravé chůze.
Nejúčinnější léčbou je okamžitý sestup do nižší nadmořské výšky. Po sestupu se mozek i organismus samy zregenerují během několika dnů, i když vrávoravá chůze může přetrvávat delší dobu. Po vymizení příznaků je možné pokračovat ve výstupu.